# Morti nel 1221
| Questa pagina contiene informazioni ricavate automaticamente dalle voci biografiche con l'ausilio del template Bio e di un bot. L'aggiornamento è periodico e automatico e ricostruisce completamente la pagina. Se manca una persona in questa lista, sei pregato di non aggiungerla, ma accertati piuttosto che la sua voce biografica contenga il template Bio e che i dati anagrafici siano correttamente compilati. Se il template Bio manca, inseriscilo tu stesso o, in alternativa, metti l'avviso {{tmp\|Bio}} che ne segnala la mancanza. Se i dati riportati sono sbagliati, correggi direttamente la voce biografica; le modifiche saranno visibili in questa lista entro pochi giorni. Per chiarimenti vedi il progetto biografie. La lista contiene solo le 23 persone che sono citate nell'enciclopedia e per le quali è stato implementato correttamente il template Bio. Pagina aggiornata al 13 gen 2025. |

- 25 gennaio - Ermanno II di Ravensberg, nobile tedesco
- 1º febbraio - William d'Aubigny, III conte di Arundel, nobile inglese
- 10 febbraio - Niccolò d'Aiello, arcivescovo cattolico e politico italiano
- 18 febbraio - Teodorico I di Meißen, nobile tedesco (n. 1162)
- 10 marzo - Pietro Cattani, religioso italiano
- 1º aprile - Berengaria del Portogallo, regina (n. 1194)
- 5 aprile - Asukai Masatsune, poeta giapponese (n. 1170)
- 21 giugno - Enrico III di Limburgo, duca
- 6 agosto - Domenico di Guzmán, presbitero spagnolo (n. 1170)
- 22 agosto - Guido Papareschi, cardinale, vescovo cattolico e diplomatico italiano
- 18 settembre - Corrado di Eberbach, monaco cristiano tedesco
- 6 ottobre - Guglielmo II di Ponthieu, conte francese
- 21 ottobre - Alice di Thouars, nobile (n. 1200)
- Adamo di Perseigne, abate francese
- Albertet de Sisteron, trovatore francese (n. 1194)
- Anna, imperatrice bulgara
- Roger Bigod, II conte di Norfolk, conte normanno
- Rambertino Buvalelli, poeta, magistrato e politico italiano
- Enrico I di Rodez, trovatore francese
- Farid al-Din 'Attar, poeta, medico e mistico persiano
- Gebre Mesqel Lalibela, imperatore etiope (n. 1162)
- Teodoro I Lascaris, imperatore bizantino
- Najm al-Din Kubrà, religioso persiano (n. 1145)